# Lissonotidea isabelae
Lissonotidea isabelae är en stekelart som beskrevs av Rey del Castillo 1990. Lissonotidea isabelae ingår i släktet Lissonotidea och familjen brokparasitsteklar. Inga underarter finns listade i Catalogue of Life.